# Raahe (1991)
Raahe (71) – fiński kuter rakietowy z końca XX wieku, jedna z czterech jednostek typu Rauma. Okręt został zwodowany 14 czerwca 1991 roku w stoczni Finnyards w Rauma, a do służby w Fińskiej Marynarce Wojennej wszedł 20 sierpnia 1991 roku. Jednostka nadal znajduje się w składzie floty i ma status operacyjny (stan na 2019 rok).

## Projekt i budowa
Projekt okrętów typu Rauma powstał w lutym 1987 roku na bazie doświadczeń z eksploatacji kutrów rakietowych typu Helsinki, wcielonych do służby w latach 1981–1986. Okręty w porównaniu do pierwowzoru są dłuższe, węższe i mają nieco mniejszą wyporność, lecz zabierają zbliżony zestaw uzbrojenia.
„Raahe” został zamówiony w stoczni Finnyards w Rauma 27 sierpnia 1987 roku, wraz z trzema bliźniaczymi jednostkami. Numer stoczniowy okrętu to 272 . Stępkę jednostki położono 3 sierpnia 1989 roku, a zwodowana została 14 czerwca 1991 roku  .

## Dane taktyczno-techniczne
Okręt jest kutrem rakietowym o długości całkowitej 48 metrów (41 metrów między pionami), szerokości 8 metrów i zanurzeniu 0,87 metra. Gładkopokładowy kadłub jednostki oraz nadbudówki zostały wykonane ze stopu aluminium i pokryte materiałem absorbującym i rozpraszającym fale radarowe (HPA-1). Wyporność standardowa wynosi 215 ton, a pełna 248 ton. Siłownię okrętu stanowią dwa silniki wysokoprężne MTU 16V538 TB93 o łącznej mocy 7510 KM, napędzające dwa pędniki strugowodne Riva Calzone IRC 115. Maksymalna prędkość jednostki wynosi 30 węzłów. Energię elektryczną zapewniają dwa generatory o mocy 262 KM każdy, składające się z prądnicy i silnika wysokoprężnego Saab-Scania DS11.

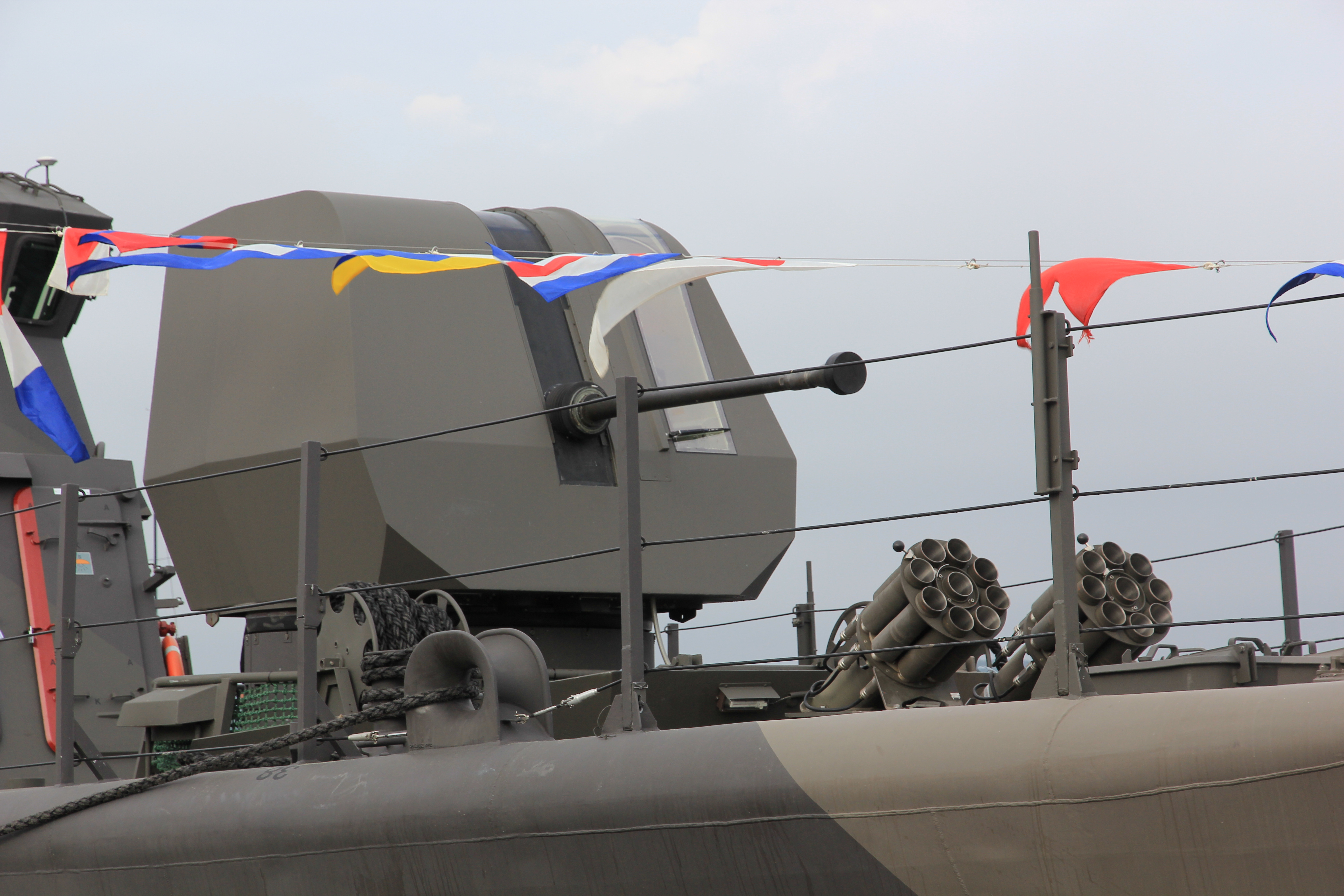
Wieża działka Bofors kal. 40 mm.

Główne uzbrojenie okrętu stanowią wyrzutnie przeciwokrętowych pocisków rakietowych RBS-15SF produkcji szwedzkiej, umieszczone na śródokręciu i w części rufowej (dwie podwójne i dwie pojedyncze). Pocisk rozwija prędkość 0,8 Ma, masa głowicy bojowej wynosi 200 kg, a maksymalny zasięg sięga 150 km. Na nadbudówce rufowej znajduje się uniwersalna podstawa, na której może być zainstalowana sześcioprowadnicowa wyrzutnia rakiet plot. Mistral (o zasięgu 5,5 km i masie głowicy bojowej 3 kg) lub, zamiennie, podwójne stanowisko działek plot. Sako kalibru 23 mm L/87 (licencyjna radziecka ZU-23-2). Na dziobie w wieży znajduje się pojedyncza armata przeciwlotnicza kal. 40 mm Bofors 600E L/70. Masa naboju wynosi 0,96 kg, donośność 12 200 metrów i szybkostrzelność teoretyczna 300 strz./min. Broń małokalibrową stanowią umieszczone na nadbudówce za masztem pojedyncze stanowiska wkm kal. 12,7 mm.
Broń przeciwpodwodną stanowią cztery dziewięcioprowadnicowe dziobowe wyrzutnie pocisków POP Saab Elma LLS-920, z głowicą bojową o masie 4,2 kg i zasięgu 300 m. Na okręcie przewidziano też możliwość instalacji torów minowych, po demontażu wyrzutni rakiet RBS-15.
Wyposażenie radioelektroniczne obejmuje radar nawigacyjny Raytheon ARPA, radar wykrywania celów 9GA 208, radar kontroli ognia 9LV 225, system dowodzenia Celsiustech 9LV Mk 3, optoelektroniczny system kierowania ogniem 9LV 200 Mk 3, system walki radioelektronicznej 9EW 300 z odbiornikiem radioelektronicznym MEL Matilda-E, sonar Simrad Subdea Toadfish (opcjonalnie jest możliwość instalacji w miejscu rufowych wyrzutni pocisków RBS-15 holowanego sonaru Finnyards Sonac/PTA, z 78-metrową pasywną anteną składającą się z 24 hydrofonów), ostrzegacz o opromieniowaniu laserowym Daimler-Chrysler COLDS. Na pokładzie umieszczono też wyrzutnię flar Philips Philax, a po obu stronach wieży Boforsa zainstalowano dwie trójprowadnicowe wyrzutnie pocisków oświetlających kal. 103 mm.
Załoga okrętu składa się z 5 oficerów oraz 14 marynarzy.

## Służba
„Raahe” został wcielony do służby w Fińskiej Marynarce Wojennej w dniu 20 sierpnia 1991 roku. Kuter otrzymał numer burtowy 71. Głównym zadaniem jednostki jest zwalczanie okrętów nawodnych nieprzyjaciela, przy ograniczonych możliwościach atakowania okrętów podwodnych. W toku służby wyrzutnię flar Philax wymieniono na 32-prowadnicową wyrzutnię pocisków zakłóceń pasywnych Wallops Barricade, umieszczoną za wieżą działka Boforsa. W latach 2010–2014 okręt (wraz z trzema bliźniaczymi kutrami) został poddany modernizacji, która objęła m.in. instalację nowszego wyposażenia radioelektronicznego, remont kadłuba, przebudowę nadbudówki i powiększenie zbiorników wody pitnej . Prace, których koszt wyniósł 70 mln euro (cena łączna dla czterech jednostek typu Rauma), pozwolą na przedłużenie czasu służby kutra co najmniej do 2020 roku .
Okręt nadal służy w fińskiej flocie (stan na 2019 rok) .